# 1667 a tudományban
Az 1667. év a tudományban és a technikában.

## Események
- Johann Joachim Becher német fizikus, alkimista kidolgozza a flogisztonelmélet alapját. Sokáig a „flogiszton”-nak nevezett anyaggal próbálták az égés folyamatát magyarázni.

## Születések
- május 26. – Abraham de Moivre francia matematikus. Leginkább a de Moivre-képletről nevezetes († 1754)
- július 27. – Johann Bernoulli egyike a svájci Bernoulli-család számos kiemelkedő matematikusának († 1748)